# Euphorbia striata
Euphorbia striata är en törelväxtart som beskrevs av Carl Peter Thunberg. Euphorbia striata ingår i släktet törlar, och familjen törelväxter. Inga underarter finns listade i Catalogue of Life.